# Чушперк
Чушперк (словен. Čušperk) — поселення в общині Гросуплє, Осреднєсловенський регіон, Словенія. Висота над рівнем моря: 404,6 м.